# Аркола (Міссурі)
Аркола (англ. Arcola) — селище (англ. village) в США, в окрузі Дейд штату Міссурі. Населення — 37 осіб (2020).

## Географія
Аркола розташована за координатами 37°32′57″ пн. ш. 93°52′34″ зх. д. / 37.54917° пн. ш. 93.87611° зх. д. (37.549265, -93.876044).  За даними Бюро перепису населення США в 2010 році селище мало площу 0,77 км², уся площа — суходіл.

## Демографія
Згідно з переписом 2010 року, у селищі мешкало 55 осіб у 31 домогосподарстві у складі 16 родин. Густота населення становила 72 особи/км².  Було 53 помешкання (69/км²).
Расовий склад населення:
| - 100,0 % — білих |

До двох чи більше рас належало 0,0 %. Частка іспаномовних становила 1,8 % від усіх жителів.
За віковим діапазоном населення розподілялося таким чином: 12,7 % — особи молодші 18 років, 41,8 % — особи у віці 18—64 років, 45,5 % — особи у віці 65 років та старші. Медіана віку мешканця становила 63,2 року. На 100 осіб жіночої статі у селищі припадало 103,7 чоловіків;  на 100 жінок у віці від 18 років та старших — 118,2 чоловіків також старших 18 років.
Середній дохід на одне домашнє господарство  становив 34 293 долари США (медіана — 31 250), а середній дохід на одну сім'ю — 43 300 доларів (медіана — 33 542). За межею бідності перебувало 13,1 % осіб, у тому числі 0,0 % дітей у віці до 18 років та 24,0 % осіб у віці 65 років та старших.
Цивільне працевлаштоване населення становило 23 особи. Основні галузі зайнятості: освіта, охорона здоров'я та соціальна допомога — 43,5 %, виробництво — 8,7 %, транспорт — 4,3 %.